# フライ・オン・ザ・ウォール

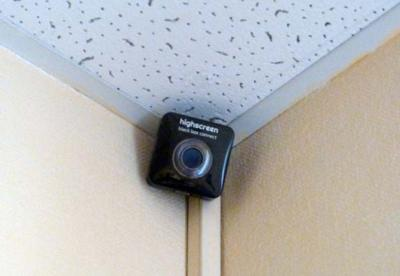
壁の高い位置に据えられたカメラが、部屋で起こる出来事を記録する。

フライ・オン・ザ・ウォール（英語: Fly on the wall）は、映画やテレビ番組の制作に用いられるドキュメンタリーの手法のひとつ。壁に止まったハエが出来事を目撃するかのようにキャンディッド・フォトによって出来事を記録するという理念から、このように呼ばれている。フライ・オン・ザ・ウォールのドキュメンタリーは、最も純粋な形では、カメラ・クルーは極力目立たないように振る舞うが、他方では被写体となる人物に、しばしばカメラには映らない声が、インタビューをすることもよくある。
構造化されたリアリティ番組が人気を博すようになる何十年も前から、BBCは、フライ・オン・ザ・ウォール映画『Royal Family』（ITVと共同制作された1969年のドキュメンタリー）を放映しており、また、1974年の『The Family』は、BBCが放映した最も初期のリアリティ番組だと言われている。1990年代後半には、クリス・テリルのドキュソープ・シリーズ『The Cruise』が、歌手でテレビのパーソナリティでもあったジェイン・マクドナルドをスターに押し上げ、他方ではウェールズ人の掃除婦だったモーリーン・リーズ (Maureen Rees) が、BBC One の番組『Driving School』に出演して人気を博した。
この他にもイギリスにおける事例として、『Dynamo: Magician Impossible』や、チャンネル4の『Educating...』シリーズなどがあり、アメリカ合衆国における人気の高い事例としては、『American Factory』、『Cops』、『Deadliest Catch』、『ビッグ・ブラザー (Big Brother)』などがあり、また、ニューヨークの市長選挙に絡んで繰り広げられた政治とセックスのスキャンダルを扱った映画『Weiner』などがある。